# Batalla de Heliópolis
La batalla de Heliópolis, también conocida como batalla de Ayn Shams, fue una batalla decisiva entre los ejércitos musulmanes árabes y las fuerzas bizantinas, enfrentadas por el control de Egipto. Aunque hubo varias escaramuzas después de esta batalla, esta batalla efectivamente decidió la suerte del Imperio bizantino en Egipto, y abrió la puerta a la conquista musulmana del Exarcado Bizantino de África.

## Antecedentes
En el momento de la muerte del profeta Mahoma el 6 de julio de 632, el islam había unificado toda Arabia. Dentro de los próximos doce años, en virtud de la regla de los dos primeros califas ortodoxos surgió un imperio islámico que se extendió en la totalidad de lo que era el Imperio sasánida, y casi todos los de las provincias orientales de lo que era el Imperio bizantino. El Califato musulmán continuó expandiéndose en ataques casi imparables hasta que, en el cambio al siglo VIII, se extendía desde el océano Atlántico y la península ibérica hasta el oeste de Asia Central, en el este.
Bajo el primer califa, Abu Bakr, se utilizó la fuerza para impedir los disturbios y la rebelión que pudieran causar el colapso del nuevo "estado" islámico, y los primeros ataques se llevaron a cabo en el territorio del Imperio sasánida. Pero el ataque al Imperio llevó a la ascensión del segundo califa, un hombre llamado por John B. Bury "el gran y austero Omar". La ascensión de Omar como califa dejó el estado del mundo islámico en las manos de un solo hombre decidido no sólo a evitar el colapso de lo que Mahoma había construido, sino además expandirlo a los extremos del mundo civilizado. Omar inició su mandato en el 634, la situación internacional el Oriente Medio difícilmente podría haber sido más propicia para un nuevo líder ambicioso de poder: las dos superpotencias tradicionales de la región, la romana oriental y la sasánida, se habían agotado en un conflicto que las enfrentó durante más de 20 años. En la década de 630, Persia había descendido a un estado de guerra civil, mientras que Bizancio, en el marco del envejecimiento del emperador Heraclio, su mano de obra y los recursos agotados en la vida y la lucha a muerte con su antiguo enemigo, se esforzaban por restablecer su autoridad sobre su recién reconquistadas provincias orientales. Los dos estados están por lo tanto, concentrados en su agitación interior, y no pueden detener la expansión musulmana o recuperarse de sus primeros golpes. Se desconoce si la intención de Omar era desde el principio conquistar tanto el Imperio sasánida y el Bizantino, o simplemente permitir allanamientos, y, a continuación, percibir sus debilidades, siguiendo con una invasión a gran escala.

## Comienza la expansión islámica
En este momento, en medio de la guerra civil que asolaba Persia, y el cansancio que hacía estragos en Bizancio, Omar dio comienzo a la era de la expansión islámica, y un imperio y su cultura milenaria fue barrida en los polvorientos anales de la historia, y un segundo estuvo a punto de lograrlo. Los árabes, que habían estado demasiado divididos en el pasado para plantear una amenaza militar, eran ahora uno de los estados más poderosos en la región, y estaban energizados por su nueva conversión al islam.

### El colapso del Imperio sasánida
El principal comandante militar de los musulmanes, Khalid ibn al-Walid, fue capaz de conquistar la mayor parte de Mesopotamia (Irak) a los persas en un período de nueve meses, desde abril de 633 hasta enero de 634 tras una serie de combates en los que se impusieron a los sasánidas. Pero la invasión del corazón sasánida no empezó hasta la llegada del califa Omar. En cinco cortos años, de 633 a 638, los árabes destruyeron el Imperio sasánida. Los conflictos civiles que asolaban el Imperio lo incapacitaron para organizar una defensa eficaz contra los ejércitos islámicos. El poder de la autoridad central pasó a manos de los generales. Se tardará varios años para que apareciera un rey fuerte tras una serie de golpes de Estado, y los sasánidas nunca tuvieron tiempo para recuperarse plenamente antes de que los árabes aparecieran literalmente en medio de ellos.

### La pérdida de la Siria bizantina
Walter Scott escribió en 1915 en el Gentleman's Quarterly sobre la pérdida bizantina de Egipto:

"El acontecimiento más notable del intervalo entre la conquista de Egipto en 616-618 por los persas mandados por el último Gran Rey sasánida, Cosroes II, y la invasión árabe del 639 fue la reocupación de la tierra de los faraones por los romanos. Para el historiador moderno, este período de guerra entre persas y romanos fue una "primera cruzada", en la que Heraclio inspiró a un estado romano moribundo de alguna manera a levantarse vigorosamente contra las fuerzas del Gran Sasánida en una sucesión de brillantes campañas. Heraclio no sólo reconquistó todas las provincias perdidas, sino que, ¡además también aumentó el tamaño del Imperio! Pero entonces, de en medio del desierto, una horda de feroces beduinos montó prácticamente una nueva religión de la que no se sabía nada al oeste. De aquella fe, se dice que Heraclio era un padre que no sabía, pero sus hijos conocían muy bien, ya que sólo las murallas de la Madre de Ciudades le salvaron de la suerte de Damasco y de todas las ciudades del imperio caído. Tampoco estaba Roma sola en la derrota - la mahometanos no hacen distinción entre romanos y persas. Sólo los poderosos muros de Constantinopla lo salvaron de la suerte en la que Persia había caído…"

Heraclio enfermó poco después de su triunfo sobre los persas, y nunca volvió a tomar el mando. Cuando los árabes atacaron Siria y Palestina en el 634, no pudo oponerse a ellos personalmente, y sus generales tampoco. La batalla de Yarmuk en el 636 dio lugar a una aplastante derrota para el ejército romano, más grande. En tres años, Siria y Palestina se perdieron de nuevo. En el momento de la muerte de Heraclio, la mayor parte de Egipto había caído también.

## La invasión árabe de Egipto
El ataque en África fue chocante e inesperado para los bizantinos. Los generales de Heraclio le habían advertido de que los musulmanes tendrían una generación para digerir Persia antes de emprender otra invasión mayor. El cada vez más frágil emperador se vio obligado a depender de sus generales, y el resultado fue un completo desastre.
En 639, menos de un año después de la completa caída del Imperio sasánida, un ejército de alrededor de 4000 hombres al mando de Amr ibn al-As, bajo las órdenes de Omar, comenzó la invasión de la Diócesis de Egipto. Esa fuerza relativamente pequeña marchó desde Siria a través de El-Arish, tomó Farama fácilmente, y desde allí procedió a Bilbeis, en el que se demoraron durante un mes. Pero habiendo capturado Bilbeis, se perdió de nuevo ante los árabes, haciéndose eco inquietantemente del éxito de Heraclio en la campaña contra la sasánidas hace diez años. Una pequeña fuerza, al mando del carismático y tácticamente brillante comandante iba detrás de las líneas enemigas, y causaba un caos desproporcionado a su tamaño. Sitiaron Babilonia, que después de un pequeño esfuerzo en la negociación, se tomó por asalto el 6 de abril de 640, que fue Viernes Santo. Después de haber terminado allí, montaron en Amr. Él y su ejército marcharon (o cabalgaron) a un punto en el Nilo llamada Umm Dunein. El sitio de esta ciudad por los jinetes de Amr fue una considerable y abrumadora dificultad, ya que carecía de máquinas de asedio. Después de tomar finalmente Umm Dunein, Amr cruzó el Nilo hasta Fayuum. Allí, el 6 de junio de 640, un segundo ejército enviado por Omar llegó a Heliópolis, y comenzaron a poner sitio a la misma. Amr retrocedió en su camino a través del río Nilo, y unió sus fuerzas con las del segundo ejército. Comenzaron a prepararse para el movimiento hacia Alejandría, pero los exploradores bizantinos informaron al ejército bizantino.

### La batalla de Heliópolis
En ese momento el ejército árabe unido se enfrentaba a un ejército romano, que Amr, quien había tomado el mando general, acabó venciendo cerca de la ciudad de Heliópolis. Así como los generales bizantinos habían fracasado totalmente en Siria, hicieron espectacularmente lo mismo en Egipto y la provincia de Anatolia, con lo que la económicamente más valiosa provincia del Imperio se perdió. La batalla tuvo lugar en algún momento a principios de julio de 640, cerca de Heliópolis, con un total de fuerzas árabes aproximadamente de 15 000 soldados bajo el mando de Amr ibn al-As, y las fuerzas bizantinas estimadas en más de 20 000 hombres mandados por Teodoro, comandante de todas las fuerzas bizantinas en Egipto.
El ejército bizantino debería haber reaccionado antes, pero no lo hizo, por razones que nunca se sabrán. Teodoro podría, y debería, haberse movido mucho más rápidamente para responder, pero simplemente no lo hizo.
Aunque historiadores como Butler culpan de la derrota bizantina a la traición de los cristianos coptos, así como al fracaso de los generales bizantinos por la rápida caída del Exarcado de Egipto. Gibbon en cambio no culpa a nadie, pues alaba el carácter y el genio de Amr por la victoria en Heliópolis. Gibbon afirma "la conquista de Egipto puede explicarse por el carácter de los victoriosos sarracenos, de los primeros de su nación".
Ya sea a través de la incompetencia de los generales bizantinos, incluyendo Teodoro, contribuyeron a lo que entonces se produjo, sin duda Amr luchó brillantemente en la batalla de Heliópolis. Cuando el ejército bizantino comenzó a acercarse, Amr dividió su ejército en tres unidades separadas, con un destacamento bajo el mando de un comandante de confianza, Kharija. Esta unidad marchó abruptamente hacia el este hasta cerca de unas colinas, en las que se ocultó. Esta unidad debía permanecer allí hasta que los romanos hubieran comenzado la batalla, momento en el que caerían sobre el flanco o la retaguardia romana, que eran más vulnerables. El segundo destacamento de Amr fue mandado al sur, que sería la dirección por la que huirían los romanos cuando la batalla les fuera mal. Una vez que las fuerzas bizantinas iniciaron el contacto con las fuerzas de Amr y comenzaron el ataque, el destacamento de Kharija atacó la retaguardia bizantina, que fue totalmente sorprendida porque los romanos de Teodoro no habían enviado a los exploradores, o si lo hicieron, no hicieron caso de la advertencia de la proximidad de los jinetes árabes. Este ataque por la retaguardia creó un caos absoluto entre las filas bizantinas. Como Teodoro, las tropas trataron de huir hacia el sur, donde fueron atacadas por el tercer destacamento, que había sido colocado allí para únicamente ese fin. Esto concluyó el último esfuerzo y la derrota del ejército bizantino, que huyó en todas las direcciones.
Teodoro sobrevivió, pero con sólo un pequeño fragmento de su ejército, mientras que el resto fue muerto u hecho prisionero. En las secuelas de la batalla, la mayoría de las regiones meridional y central de Egipto cayeron ante las fuerzas de Amr. La derrota en Heliópolis fue decisiva, ya que eliminó la última fuerza permanente romana entre los invasores islámicos y el corazón de Egipto. Sin embargo, no sólo la batalla de Heliópolis lo que dejó Egipto prácticamente indefenso, sino que también alentó a los nativos descontentos, la mayoría de ellos monofisitas que habían sufrido la represión y la persecución a manos de Constantinopla, a levantarse contra sus opresores romanos. A pesar de que el Imperio bizantino era ciertamente linaje del Imperio romano, sus tradiciones, el idioma y la élite gobernante eran griegos. Los griegos de Egipto, cuyo número era de apenas una décima parte de la población nativa, fueron desbordados por la deserción masiva de esos mismos nativos de la obediencia al Imperio romano. Bury escribió en la Historia del Imperio romano desde Arcadio a Irene:

"Los griegos nunca habían sido odiados, ya que no se les temía: el magistrado huyó de su tribunal, el obispo de su altar, y las guarniciones distantes por el hambre o  porque se vieron sorprendidas por la multitud que les rodeaba".

La población nativa había escuchado que la fiscalidad y el Estado en el marco del Califato era mucho mejor que la de los romanos, y una vez que la batalla de Heliópolis dejó a los romanos sin un ejército para obligar a su obediencia, la obediencia que se había ido, y una gran parte de la copta, los cristianos del lado de los invasores musulmanes durante los bizantinos. Irónicamente, algunos coptos creyeron encontrar a los musulmanes más tolerantes que los bizantinos, y algunos de estos se convirtieron al islam. A cambio de un tributo de dinero y alimentos para las tropas de ocupación, la población cristiana de Egipto fue excusada del servicio militar y salió libre en la observancia de su religión y la administración de sus asuntos, mientras que Amr se convirtió en emir de Egipto. Un número más pequeño se puso del lado de los bizantinos, con la esperanza de que se presentase una defensa contra los árabes invasores.
Es notable que después de la clausura por Amr del Estado bizantino en Egipto, la población se encontró con cada vez con más impuestos. Al mismo tiempo, bajo el Califato Omeya los cristianos coptos de Egipto encontraron sus impuestos superiores a los de los bizantinos habían hecho. En cuanto a la libertad religiosa, las cuestiones son completamente superiores en la historia de Egipto.

## Consecuencias
El siguiente año y medio se gastó en maniobras, escaramuzas y asedios antes de la entrega formal de la capital, Alejandría, que tuvo lugar el 4 de noviembre de 641, pero Walter Scott tiene razón cuando afirma "La suerte del África bizantina se decidió en la batalla de Heliópolis". La pérdida permanente de Egipto dejó al Imperio bizantino sin una fuente insustituible de alimentos y dinero. La conquista árabe de Egipto y Siria, seguida más tarde por la del Exarcado de África significaba también que el mar Mediterráneo, antes un "lago romano", fue dividido ahora entre dos potencias: el califato musulmán y los bizantinos. Durante esta época, el Imperio bizantino, aunque azotado, sería capaz de mantenerse en Anatolia, mientras que los poderosos muros de Constantinopla lo salvaron durante dos grandes asedios árabes de la suerte del Imperio sasánida.